# Puttgarden
Puttgarden est un village et un port pour ferry situé sur l'île et commune allemande de Fehmarn. Il se situe sur la liaison entre l'Allemagne et le Danemark, via la liaison Fugleflugtslinjen.